# Camara Jones
Camara Jones ( 15 de maio de 1972) é uma ex-velocista norte-americana especializada nos 400 m rasos. Conquistou a medalha de ouro no revezamento 4x400 m  no Campeonato Mundial de Atletismo de 1995, em Gotemburgo, Suécia.